# Киста жёлтого тела
Киста жёлтого тела, лютеиновая киста — разновидность кисты яичника, формирующаяся после овуляции в результате действия гормона гипофиза ЛГ. Относится к рамолиционным кистам.
Формирование кисты жёлтого тела начинается сразу после овуляции. Под действием гормона гипофиза ЛГ (лютеинезирующий гормон) в яичнике формируется «жёлтое тело», временная железа, продуцирующая гормон прогестерон. Он, в свою очередь, необходим для поддержания беременности, если она наступит.
Вот на этом этапе и происходит нечто, что приводит к формированию кисты. Это могут быть как внешние факторы, такие как стресс, чрезмерные нагрузки, перегревание, переохлаждение, так и внутренние: воспаления, нарушение работы гормональной системы и другие состояния.
Нарушение правильного формирования жёлтого тела приводит к накоплению в нём жидкости и формированию кисты. В ряде случаев, рост кисты и растяжение её стенок приводит к разрыву сосудов и кровоизлиянию в кисту.
Основным методом диагностики кисты является ультразвуковое исследование. При УЗИ внешний вид кисты жёлтого тела может сильно отличаться и имитировать другие образования. Это порой сильно затрудняет диагностику.
Специфического лечения не требуется, тем не менее, необходимо динамическое наблюдение.
Кисты могут осложняться более серьёзными состояниями: перекрут кисты, разрыв кисты (апоплексия), нагноение и т. д. В этих случаях проводится оперативное лечение, как правило, лапароскопическим доступом.
Для лечения рецидивирующих кист возможно применение гормональной контрацепции.